# 马丁·绍特
马丁·绍特（德語：Martin Schaudt，1958年12月7日—），德国男子马术运动员。他曾代表德国参加1996年和2004年夏季奥林匹克运动会马术比赛，获得二枚金牌，均来自团体盛装舞步赛。